# Diossine
Le diossine, dal punto di vista della nomenclatura chimica, sono una classe di composti organici eterociclici la cui struttura molecolare fondamentale consta di un anello di sei atomi, dei quali quattro atomi di carbonio e due di ossigeno: la diossina in senso stretto, differentemente stabile in due diversi isomeri posizionali, che hanno entrambi formula bruta C4H4O2.
Le diossine in senso lato, sono detti anche composti diossino-simili (dioxins and dioxin-like compounds). A causa della loro elevata tossicità, tali composti sono spesso studiati negli ambiti della tossicologia generale, tossicologia ambientale e chimica ambientale.

## Struttura
I due isomeri della diossina sono:
- 1,2-diossina (CAS 289-87-2), strutturalmente un endoperossido.
- 1,4-diossina (CAS 290-67-5), più stabile.

Le diossine intese in senso lato sono derivati di questi isomeri.
Tra le circa 200 diossine stabili conosciute, le più note sono le dibenzodiossine policlorurate: ovverosia composti aromatici la cui struttura consiste di due anelli benzenici legati da due atomi di ossigeno aventi legami con uno o più atomi di cloro. Gli anelli benzenici stabilizzano stericamente la struttura della molecola.
Gli isomeri che hanno il cloro nella posizione 2, 3, 7 e/o 8 sono quelli più tossici.
Le diossine alogenate si bioaccumulano con emivita variabile a seconda del particolare organismo e delle condizioni dello stesso.
La più nota e pericolosa di esse, per contaminazioni ambientali e alimentari, è la 2,3,7,8-tetraclorodibenzo-p-diossina, spesso indicata con l'abbreviazione TCDD.

## Diossine naturali e usi farmacologici
Esistono diverse diossine naturali: ad esempio il repellente prodotto dalla spugna di mare Dysidea dendyi, detto spongiadiossina (1-idrossi-3,4,6,8-tetrabromdibenzo [1,4] diossina), è un composto bromurato,
così come alcuni metaboliti fungini dell'attività di degradazione nel terreno della lignina, peraltro a loro volta ad attività antimicotica. Anche i derivati della 1,2-diossina sono presenti in natura: le spugne del genere Plakortis producono uno di questi composti, e mostrano spiccate attività antifungine. Recenti ricerche farmacologiche mirano all'utilizzo di questi composti in terapia, sia per le loro capacità antimicotiche a largo spettro (vari studi relativi a infezioni da Candida), sia recentemente per possibili attività antimalariche.
Un nuovo settore di ricerca indaga sulle capacità antitumorali dei derivati della forma endoperossido (sempre 1,2-diossine).

## Diossine come inquinanti organici persistenti
La maggior parte delle diossine polialogenate sono inquinanti organici persistenti.

Policlorodibenzodiossine o PCDD, policlorodibenzofurani o PCDF, e policlorobifenili complanari o Co-PCB sono spesso indicati come diossino-simili in campo medico e ambientale.
Nel linguaggio corrente, vengono indicati come diossine anche i composti derivati dal furano, in particolare i dibenzofurani,
e dal punto di vista chimico, altrettanto erroneamente i derivati dal diossano.

La ragione di questa confusione consiste nella particolare struttura spaziale delle molecole e nella localizzazione degli elettroni, che porta a una convergenza nei meccanismi d'azione tossicologica delle diverse categorie di composti.
I Co-PCB, con una struttura chimica alquanto diversa, mostrano tossicità elevate, proprio perché la particolare distribuzione dei sostituenti al difenile favorisce una disposizione quasi planare della molecola, come avviene in diossine e furani, e limita la rotazione sull'asse del legame centrale Ar-Ar.
Questa struttura è coinvolta nei meccanismi d'azione molecolare in vivo.

## Azione in vivo
Il principale meccanismo d'interazione (ma non l'unico in particolare negli effetti neurotossici e di distruzione del sistema endocrino o ECDs) implica il coinvolgimento del recettore cellulare AHR, recettore degli idrocarburi arilici meglio noto col termine inglese "aryl hydrocarbon receptor".
Essendo l'AHR un fattore trascrizionale genico, appartenente alla stessa classe del più noto c-Myc, un protooncogene, la sua anomala modulazione conduce a effetti distruttivi sulle funzioni vitali della cellula.
I principali metodi di catalogazione dell'equivalenza della tossicità nelle diverse categorie di composti qui afferenti si basano su questa azione, e pongono il fattore di equivalenza tossica (TEF) della TCDD al valore unitario.

## Diossine in quanto classe tossicologica ambientale
In genere, quando si parla di "diossina" in senso non chimicamente rigoroso, ma tossicologico, si intende l'intera classe delle diossine e diossino-simili, furani, diossani e PCB complanari compresi. Anche in questa voce il termine "diossina", a partire dal presente paragrafo, è da intendersi nel senso di estensione all'intera classe tossicologica, se non diversamente specificato.

Le diossine e altri inquinanti organici persistenti sono sottoposti alla convenzione di Stoccolma del 22-23 maggio 2001. Questo accordo, entrato in vigore il 17 maggio 2004, prevede che gli Stati aderenti prendano misure atte a eliminare ove possibile, o quantomeno minimizzare, tutte le fonti di diossine.

## Tossicità e cancerogenicità
Le diossine, nel loro insieme sono molecole molto varie a cui appartengono composti cancerogeni. A esse vengono ascritti composti estremamente tossici per l'uomo e gli animali, arrivando a livelli di tossicità valutabili in ng/kg, sono tra i più potenti veleni conosciuti.

Viene classificata come sicuramente cancerogena e inserita nel gruppo 1, Cancerogeni per l'uomo dalla IARC, dal 1997 la TCDD.

Anche secondo le norme giuridiche di molti paesi molte diossine sono ormai agenti cancerogeni riconosciuti.

Sono poco volatili per via del loro elevato peso molecolare, poco o nulla solubili in acqua (circa 10−4 ppm), ma sono più solubili nei grassi (circa 500 ppm), dove tendono ad accumularsi. Proprio per la loro tendenza ad accumularsi nei tessuti viventi, anche un'esposizione prolungata a livelli minimi può recare danni.
Le diossine causano una forma persistente di acne, nota come cloracne; sugli animali hanno effetti cancerogeni e interferiscono con il normale sviluppo fisico.
È stato inoltre dimostrato che l'esposizione alla diossina può provocare l'endometriosi.
Mediamente il 90% dell'esposizione umana alla diossina, eccettuate situazioni di esposizione a fonti puntuali (impianti industriali, inceneritori ecc.), avviene attraverso gli alimenti (in particolare dal grasso di animali a loro volta esposti a diossina) e non direttamente per via aerea: il fenomeno del bioaccumulo fa sì che la diossina risalga la catena alimentare umana concentrandosi sempre più, a partire dai vegetali, passando agli animali erbivori, ai carnivori e infine all'uomo. L'emivita della TCDD nell'uomo varia da 5,8 a
11,3 anni (Olson 1994) principalmente in funzione di livello metabolico e percentuale di massa grassa; varia tra 10 e 30 giorni nei roditori (dati IARC).
La tossicità, espressa come LD50 è sensibilmente specie specifica (esempio LD50 somministrazione per via orale nella cavia è di 500,0 ng/kg nel caso di TCDD).

## Fonti di diossine
È dimostrato che i composti della famiglia delle diossine si formano durante la fase iniziale della combustione dei rifiuti, quando la combustione genera HCl gassoso, in presenza di catalizzatori, quali il rame e il ferro. Responsabile principale della formazione di composti appartenenti alla famiglia delle diossine è il cloro "organico", cioè cloro legato a composti organici polimerici, ad esempio il PVC. La presenza di cloro e di metalli nel materiale di rifiuto pone le due principali condizioni per la formazione delle diossine. Il cloro, nella forma di acido cloridrico gassoso viene liberato durante la combustione del rifiuto dalla dereticolazione dei polimeri clorurati a circa 300 °C, quindi forma cloro gassoso se l'acido viene a reagire con l'ossido di un metallo di transizione in forma bivalente, quale ferro o meglio il rame, secondo la cosiddetta reazione di Deacon:
Cu + ½ O2 → CuO
CuO + 2 HCl → Cu + H2O + Cl2
2 HCl + ½ O2 → H2O + Cl2
Il cloro risultante si lega agli anelli benzenici durante la fase di combustione secondo la reazione di sostituzione:
2 CuCl2 + R-H →2Cu-Cl + HCl + R-Cl
Lo zolfo invece porta rapidamente alla passivazione del rame e quindi all'inibizione della funzione di catalizzatore:
CuO + SO2 + ½ O2 → CuSO4
Il primato nella produzione di HCl e nella realizzazione della reazione di Deacon è posseduto dal cloro organico a scapito del cloro inorganico, per una semplice considerazione di tipo chimico fisico: il cloro organico è legato a polimeri che a 300 °C dereticolano e formano HCl, mentre alla stessa temperatura il cloruro di sodio o di calcio non produce alcuna emissione gassosa di HCl, a meno che non si trovi assorbito sulla superficie di argille o di altre forme silicatiche che possono formare dei catalizzatori. È anche provato che le stesse fly ash divengono catalizzatori per il cloruro di sodio, di calcio e di potassio per formare HCl. Un'ulteriore considerazione si deve fare circa il ruolo dell'ossigeno nella combustione. In presenza di ossigeno in difetto o comunque in miscela non ridondante, nella combustione a bassa temperatura si formano IPA (idrocarburi policiclici aromatici), i quali reagiscono con il cloro gassoso durante il percorso dei fumi e possono formare organoclorurati.
Affinché si formino le diossine, quindi, devono essere presenti tutte queste condizioni:
- presenza di sostanze clorurate, di tipo prevalentemente organico
- presenza di metalli di transizione (Fe, Cu, ecc.)
- presenza di sostanze che forniscono idrogeno (materiali organici)
- temperature comprese tra 200 e 500 °C
- combustione in presenza di ossigeno in difetto
- assenza di zolfo.

La termodinamica dei processi di sintesi delle diossine è fortemente favorita da reazioni a più bassa temperatura, sia per motivi energetici che entropici. Questo è il motivo per cui gli impianti in cui la combustione può portare alla formazione delle stesse, sono costretti a funzionare a temperature elevate, indipendentemente dalla convenienza generale dei processi. Per evitarne la formazione in fase di raffreddamento, è necessario introdurre processi di quenching (spegnimento o raffreddamento rapido), sfruttando così aspetti cinetici per contrastarne la stabilità termodinamica.
Le diossine, stante la loro alta temperatura di ebollizione (e di fusione), non si ritrovano primariamente in forma gassosa, ma solida, quindi per quanto riguarda l'emissione atmosferica, nel particolato.
Le diossine si generano anche in assenza di combustione, ad esempio nella sbiancatura della carta e dei tessuti fatta con cloro e nella produzione di clorofenoli, specie quando la temperatura non è ben controllata. Può essere il caso della produzione degli acidi 2,4-diclorofenossiacetico e 2,4,5-triclorofenossiacetico, noti diserbanti.
Per quanto riguarda i processi di combustione, possiamo ritrovarle in:
industrie chimiche, siderurgiche, metallurgiche, industrie del vetro e della ceramica, nel fumo di sigaretta, nelle combustioni di legno e carbone (potature e barbecue, camini e stufe), nella combustione (accidentale o meno) di rifiuti solidi urbani avviati in discarica o domestici, nella combustione di rifiuti speciali obbligatoriamente inceneribili (esempio rifiuti a rischio biologico, ospedalieri) in impianti inadatti, nei fumi delle cremazioni, delle centrali termoelettriche e degli inceneritori.
Questi ultimi sono stati a lungo fra i maggiori produttori di diossina, ma negli ultimi anni l'evoluzione tecnologica ha permesso un notevole abbattimento delle emissioni gassose da queste fonti (anche se questi emettono pericolose nanoparticelle che possono trasportare diossine in forma non gassosa).
Tuttavia, per quel che riguarda gli aspetti sanitari finali, alcuni studi epidemiologici, anche recentissimi, basati su campioni abbastanza numerosi di popolazione, rilevano una correlazione tra le patologie diossina-correlate e la presenza di inceneritori nelle aree soggette a indagine; viceversa non esistono studi in grado di escludere con certezza la possibilità di correlazioni.
I dati di emissione possono variare moltissimo a seconda del periodo considerato grazie ai miglioramenti tecnologici imposti dalla normativa su determinate fonti, fra cui gli inceneritori. La Tabella 1 sottostante conferma questa tendenza: i vecchi impianti di incenerimento e la gestione dei rifiuti in generale producono quantità enormi di diossina, mentre gli impianti moderni, secondo le normative vigenti per i nuovi impianti, sono scesi a una frazione della produzione passata. Se l'incenerimento di rifiuti solidi urbani, industriali o ospedalieri, nel 1990 producevano rispettivamente oltre 20 e 50 volte più inquinanti della produzione dell'acciaio, negli impianti attuali sono circa a un decimo, senza contare esperienze ancora più positive. È pertanto evidente che la rilevanza dell'incenerimento sul complesso delle fonti di diossina in un Paese dipende fortemente dall'arretratezza degli impianti esistenti, nonché ovviamente dalla quantità di rifiuti bruciati.

Si conferma che il settore siderurgico di seconda fusione (dove possono essere trattati anche materiali di recupero contaminati), considerando anche gli alti valori assoluti della produzione, è insieme all'incenerimento uno dei massimi responsabili della produzione di diossine, e inoltre che la combustione non controllata di legna, rifiuti e biomasse varie – contrariamente a quanto si può pensare – è molto pericolosa.
L'inventario dell'EPA (Ente americano di protezione dell'ambiente) stima come maggiore fonte di diossine negli Stati Uniti l'incenerimento domestico (pratica diffusa in tale paese). Il miglioramento tecnologico degli impianti di incenerimento (ospedalieri, fanghi e urbani) rispetto alle precedenti stime è netto: il totale per il 2000, come si può evincere dalla tabella sotto riportata, è 38,8%, mentre nel 1995 era di 58,5% e nel 1987 di ben l'82,8% (stessa fonte EPA).
Il ministero tedesco invece stima che la principale fonte di emissioni in Germania sia rappresentata dall'industria dei metalli (sviluppatissima in questo paese) e che il contributo dagli inceneritori sia inferiore all'1%.
Per quanto riguarda l'Europa, l'Unione Europea, in un corposo e dettagliato documento intitolato Inventario europeo delle diossine, stima che il trattamento dei rifiuti (e in particolare l'incenerimento) e il settore industriale (in particolare il siderurgico) sono i massimi responsabili dell'emissione in atmosfera di diossine: «Nonostante i considerevoli sforzi degli ultimi anni per ridurre le emissioni degli inceneritori di rifiuti solidi urbani questo tipo di fonte continua a dominare l'immissione di diossine in atmosfera».
Le emissioni più rilevanti di diossina, tuttavia, non sono quelle in atmosfera ma quelle nel terreno (tabella 4): oltre 35000 g/a contro 20000 al massimo. Su questo versante, i massimi responsabili sono i fitofarmaci, in fase di produzione; seguono a una certa distanza i fuochi accidentali, lo smaltimento dei rifiuti solidi urbani e l'uso dei fitofarmaci. Queste stime sono generalmente molto incerte, per la difficoltà e rarità delle misurazioni su fenomeni assai poco controllati e controllabili. In tabella si riportano le migliori stime disponibili – generalmente medie fra il minimo e il massimo calcolati –.
Da tenere in conto è anche l'immissione di diossine nelle acque. I dati disponibili sono pochissimi, e relativi solo alla produzione di carta, all'incenerimento e allo smaltimento degli olii usati, le cui emissioni anche nella peggiore delle ipotesi sono però molto inferiori a quelle in aria e terra. Poco si sa invece su fitofarmaci, settore chimico, fuochi accidentali, discariche di rifiuti, che pure sono stimati essere i massimi responsabili delle emissioni nelle acque.

## Come si rilevano le diossine - analisi e questioni collegate
Il problema dell'analisi delle diossine è piuttosto complesso, e meriterebbe un approfondimento separato.
L'elevatissima tossicità porta alla necessità di sensibilità piuttosto elevate, con la risoluzione di livelli dell'ordine del femtogrammo (10−15kg per il sistema internazionale), e dalla processazione in ambienti straordinariamente puliti e controllati (camere bianche o clean room), tenuti costantemente in pressione dell'aria positiva (contenimento dinamico), per evitare contaminazioni.
Le tecniche fondamentali si basano principalmente sulla gascromatografia di estratti dei campioni, seguite dalla rilevazione dei composti eluiti con rivelatori di massa (o a cattura di elettroni in casi specifici). Il Reg. (CE) 19/12/2006, n. 1883/2006 stabilisce come metodi strumentali di conferma, quelli in cui sono impiegati gascromatografi ad alta risoluzione accoppiati a spettrometri di massa ad alta risoluzione (HRGC/HRMS).
A livello legale, tali analisi sono normate dal Decreto del Ministero Della Salute del 23 luglio 2003 in recepimento della direttiva Europea 2002/69/CE, del 26 luglio 2002, che stabilisce i metodi di campionamento e d'analisi per il controllo ufficiale di diossine e la determinazione di PCB diossina-simili nei prodotti alimentari.

## Disastri e casi notevoli relativi alle diossine
In questa sezione si riportano i casi definibili come disastri ambientali, o catastrofi ambientali provocate dall'uomo, per le dimensioni del territorio coinvolto, per la numerosità della popolazione interessata o per l'intensità dei fenomeni in oggetto. Si potrebbero strutturare in contaminazioni ambientali, con spargimento su di un più o meno ampio territorio, e alimentari, con contaminazione diretta delle derrate. Generalmente, per questioni inerenti alla catena alimentare i primi tipi comprendono anche i secondi.

### Contaminazioni ambientali
Come detto con conseguente allargamento agli alimenti, in funzione delle dimensioni del fenomeno e alla topografia nonché della destinazione agroalimentare del territorio.

#### Germania - BASF 1953
Un primo caso largamente reso pubblico avvenne il 17 novembre 1953 negli impianti tedeschi della BASF, a Ludwigshafen, su una linea di produzione di Triclorofenolo. Su quell'episodio si fecero successivi e pionieristici studi epidemiologici.

#### Vietnam - 1961-1975
Sono stati condotti studi sia sui veterani della guerra del Vietnam che sulla popolazione vietnamita per verificare quanto l'esposizione all'Agente Arancio (Agent Orange, un defoliante che produce diossine per combustione e può contenerle se impuro) è stata responsabile di decine di migliaia di nascite di bambini malformati e di disturbi alla salute che hanno riguardato circa un milione di persone.

#### Italia - Seveso 1976
Grandi quantità di diossine sono state rilasciate nell'aria di Seveso nel 1976 in seguito a un incidente agli impianti della ICMESA di Meda. Secondo l'Organizzazione Mondiale della Sanità sarebbe fuoriuscito un quantitativo elevato ma non definito. Benché non si siano avuti morti per intossicazione acuta, la zona attorno agli impianti è stata evacuata ed è stato necessario rimuovere un consistente strato di suolo dell'area contaminata. Fatto da notare, nell'agosto 1982, gran parte dei residui contaminati prelevati dal sito e diretti alla decontaminazione alla Ciba-Geigy di Basilea scomparvero al confine di Ventimiglia con la Francia, e furono ritrovati solo dopo otto mesi. In molti paesi del mondo la diossina TCDD è nota come diossina di Seveso.
Tra gli studi più recenti, si rileva come ancora a 25 anni di distanza dal disastro, gli effetti, misurati su un campione statisticamente ampio di popolazione, 1772 esposti e altrettanti controlli, siano elevati. Nello studio, in sintesi, la probabilità di avere alterazioni neonatali ormonali conseguenti alla residenza in zona A delle madri è 6,6 volte maggiore che nel gruppo di controllo. Le alterazioni ormonali vertono sul TSH, la cui alterazione, largamente studiata in epidemiologia ambientale, è causa di deficit fisici e intellettuali durante lo sviluppo.

#### Stati Uniti - Love Canal 1978
Incidenti simili si sono verificati negli Stati Uniti nella zona delle cascate del Niagara nel 1978.
Nel 1890 veniva creato nei pressi delle cascate un canale artificiale per usi idroelettrici, mai entrato in attività, da William T. Love, e chiamato appunto Love Canal.
Dal 1942, il sito venne utilizzato dalla Hooker Chemicals and Plastics (adesso Occidental Chemical Corporation (OCC)) per lo stoccaggio di 21 000 tonnellate di prodotti e rifiuti chimici, compresi clorurati e diossine. L'attività venne interrotta nel 1952, e dal 1953 il sito venne interrato.
La Hooker nel 1953 vendette il canale per $1 al Board of Education (città di Niagara Falls, New York) e scrisse nell'atto un diniego della responsabilità di danni futuri dovuti alla presenza dei prodotti chimici sepolti.
La zona si sviluppò, venne estesamente abitata, sorsero scuole e servizi. Problemi di strani odori, anche da stillamenti dai muri degli scantinati delle case, sorsero fin dagli anni '60, aumentarono nel decennio successivo, evidenziandosi anche nell'acqua potabile, contaminata dalla falda freatica inquinata. In seguito avvennero percolazioni fino a portare gli inquinanti nel fiume Niagara, tre miglia sopra i punti di prelievo degli impianti di trattamento acque. Le diossine passarono dalla falda a pozzi e torrenti adiacenti.
Nel 1978 e 1980, il Presidente Jimmy Carter promulgò due emergenze ambientali per la Love Canal area. Circa 950 famiglie furono evacuate da una vasta area circostante. la Federal Emergency Management Agency
(FEMA), fu direttamente coinvolta. Problemi vennero evidenziati per tutta l'area (77000 abitanti) servita dal bacino idrico.
Nel rapporto federale del novembre 1979 si indica che le probabilità di contrarre il cancro da parte dei residenti è di 1/10.
Sono stati numerosi i danni teratologici. Il 17 maggio 1980 EPA annuncia danni cromosomici a 1/3 dei soggetti esaminati.

#### Stati Uniti - Times Beach, Missouri 1971-1983
Per contenere problemi di polverosità dei 38 km di strade che la collegano, e a scarso di fondi, la città di Times Beach conferì al trasportatore di reflui Russell Bliss l'incarico di ungerle nel 1971. Dal 1972 al 1976, vennero spruzzate con olii di rifiuto. Russell Bliss si aggiudicò contemporaneamente un contratto con Northeastern Pharmaceutical and Chemical Company (NEPACCO), operante nella produzione di esaclorofene a Verona, Missouri per il ritiro di olii minerali di scarto. Parte dell'industria aveva contribuito alla produzione di Agent Orange durante la guerra del Vietnam. I problemi iniziarono con una moria di 62 cavalli dopo un trattamento con olio nei pressi di una scuderia. In seguito il problema si estese enormemente, con vaste contaminazioni territoriali, rilevando tassi nel terreno 100 volte superiori ai limiti. Nel 1982 un'inondazione allagò l'area disperdendo i clorurati su di un vasto territorio. Nel 1985 si è arrivati a una evacuazione pressoché totale della città, con la rimozione di oltre 250.000 tonnellate di terreno.

#### Italia - Taranto, Il caso Ilva
In Italia desta preoccupazione l'emissione di diossine dell'impianto di agglomerazione dell'Ilva di Taranto, oggetto di numerose e protratte campagne di informazione dell'associazionismo locale che, sulla base dei dati del registro INES delle emissioni e delle loro sorgenti, hanno lamentato l'insufficienza degli interventi per la riduzione delle emissioni. Le prime misurazioni delle emissioni di tali inquinanti sono state realizzate nel giugno 2007 dall'Arpa Puglia coadiuvata dal Consorzio INCA e dal Cnr (per la controparte ILVA) sul camino dell'impianto di agglomerazione, che per l'occasione pare essere stato equipaggiato con elettrofiltri puliti e rinnovati. Al riguardo gli ambientalisti hanno polemicamente parlato di «effetto Mulino Bianco» ritenendo che in tal modo le emissioni sono state diminuite solo temporaneamente o sono state strumentalmente diluite con aria (a supporto di tale tesi osservano che la concentrazione di ossigeno nei gas in uscita è molto simile a quella atmosferica, mentre dovrebbe essere molto minore), rimandando la conduzione dei processi più inquinanti in momenti in cui l'impianto non è controllato, tipicamente di notte (gli ambientalisti avevano in precedenza denunciato che le emissioni di fumo e polveri raggiungevano un picco fra le 2 e le 3 di notte).

Nonostante i campionamenti siano stati realizzati in condizioni ottimali, i dati emersi hanno fatto discutere. Dalle misurazioni dell'Arpa Puglia risultano 277,1 ng/m3 di concentrazione totale, contro i 10000 di limite per il decreto legislativo 152/06; questa concentrazione rientrerebbe nei limiti massimi ammessi dalla legge. Peraltro il limite di legge appare obsoleto, poiché si rifà a modalità di monitoraggio e controllo superate. I riferimenti più attuali (ma non vincolanti) sono quelli indicati nei documenti comunitari di riferimento in materia (BREF). Tali riferimenti potrebbero legittimare la previsione in autorizzazione di differenti e più cautelative soglie di emissione, come accaduto nel caso dell'acciaieria ex Lucchini di Trieste. In quel caso la Regione Friuli-Venezia Giulia ha modificato l'autorizzazione all'emissione in atmosfera fissando per le diossine il limite di 0,4 ng/m3, espresso in tossicità equivalente.
Tornando al caso Taranto, le misurazioni dell'Arpa Puglia del giugno 2007 hanno dato infatti una media di 3,9 ng/m3 espressi in tossicità equivalente.
I dati rilevato sono stati:
- 2,4 nanogrammi a metro cubo normalizzato il 12/6/2007
- 4,3 nanogrammi il 14/6/2007
- 4,9 nanogrammi il 16/6/2007.

Questi valori sono stati pubblicati a p. 18 della relazione Arpa Puglia diffusa il 17/9/2007.
Tali misurazioni si sono ripetute nel febbraio 2008 e hanno registrato un aumento della diossina emessa (l'Arpa Puglia ha riportato sul suo sito web i valori che forniscono una media di 6,9 ng/m3 espressi in tossicità equivalente).
I nuovi dati del monitoraggio del febbraio 2008 sono stati:
- 4,4 nanogrammi a metro cubo il 26/2/2008,
- 8,3 nanogrammi 27/2/2008,
- 8,1 nanogrammi il 28/2/2008.

La stima complessiva di tali emissioni fornisce un ammontare di diossine - in valori assoluti per anno - pari a 271 grammi totali stimati dal camino E312 dell'impianto di agglomerazione dell'Ilva. Secondo l'associazione PeaceLink tale dato assoluto annuo, proiettato su 45 anni di funzionamento dell'impianto di agglomerazione, fornirebbe un ammontare di oltre 7 chili e mezzo di diossine, ossia tre volte il quantitativo fuoriuscito da Seveso, con problematiche sanitarie connesse all'esposizione cronica.
Oltre a questi dati sulle emissioni, hanno fatto molto discutere le analisi fatte sugli alimenti locali, che in alcuni casi hanno fatto registrare livelli di diossine al di sopra dei valori di legge, come nel caso del formaggio fatto analizzare da PeaceLink, o del latte e dell'acqua di pozzo fatti analizzare dal dipartimento di Prevenzione dell'Asl di Taranto. Le ultime rilevazioni rese pubbliche dall'Arpa Puglia, comunque, confermano il progressivo miglioramento della situazione. Dal 1994 al 2011 si è passati da 800 a 3,5 grammi di diossine all'anno. La media di emissione annuale di diossine e furani, nello stabilimento Ilva di Taranto, è stata nel 2011 pari a 0,0389 (ngTEQ/Nm3) nanogrammi per metro cubo di tossicità equivalente, inferiori al limite di 0,4 stabilito dalla legge regionale “anti-diossina” (l.r. n. 44/2008) una delle più restrittive d'Italia  Archiviato il 4 aprile 2012 in Internet Archive.

### Contaminazioni delle derrate alimentari

#### Belgio: i "polli alla diossina" - 1999
Nel 1999 prodotti alimentari di origine belga e esportati nel resto dell'Unione europea, Italia compresa, mostrarono un elevato contenuto di diossine. Carne di pollame e uova in primo luogo ma anche derivati, animali e carne suina mostrarono elevati contenuti del composto tossico. Imputato principale risultò essere grasso immesso legalmente nei mangimi animali per aumentarne il contenuto calorico, contaminato dalla diossina di olii industriali della ditta Verkest, ma successivamente la responsabilità ricadde principalmente sulla Fogra, società di Bertrix, nel sud del Belgio, che condivideva le autocisterne con la Verkest. Problemi seguirono nei Paesi Bassi e in molti altri prodotti di origine animale, come latte, burro, carni bovine.

#### Mangimi animali di produzione tedesca - 2003
Mangimi animali prodotti in Germania in gennaio sono stati trovati contaminati da diossine. E oltre 100 tonnellate sono state esportate nei Paesi Bassi. Lo ha dichiarato il ministero dell'agricoltura tedesco, che ha già provveduto ad informare le autorità olandesi.
I mangimi, prodotti in Turingia, superavano di 15 volte i livelli consentiti di diossina. Finora, almeno 300 maiali, nutriti con questi mangimi, sono stati uccisi e i test hanno rivelato alti livelli di questo veleno, secondo il dipartimento dell'agricoltura della regione Turingia.
Solo il 18 febbraio '03 si scopre che sono 1.000 le tonnellate di mangimi animali, quattro volte tanto ciò che si era ipotizzato, contaminate da diossine. Lo ha annunciato il ministero dell'agricoltura tedesco, in merito all'indagine su un grande produttore di mangimi che a causa di un processo di produzione difettoso ha immesso in circolazione prodotti contaminati con questo agente cancerogeno.
I mangimi sono stati venduti nei Paesi Bassi e in Germania, anche ad alcuni trasformatori che potrebbero già averli riutilizzati e miscelati con altri.

#### Polli e suini: Paesi Bassi, Belgio, Germania - 2006
Un'azienda olandese che produce mangimi avverte che in alcune forniture di grasso acquistate in Belgio sono stati riscontrati tassi di diossina superiore alla norma. È stata individuata diossina fino a 400 nanogrammi per kg di grasso utilizzato nella fabbricazione di mangimi.
Sono tre i paesi comunitari interessati alle misure di precauzione: il Belgio, i Paesi Bassi e la Germania. In Belgio, l'Agenzia federale per la sicurezza della catena alimentare (Afsca) blocca tutti i prodotti della ditta Profat da dove proveniva il grasso contaminato
utilizzato anche da altri due produttori di mangimi, le società Leroy e Algoet.
Il governo belga sospende per precauzione l'attività di quasi un centinaio di allevamenti di pollame e di suini che si erano forniti presso queste società. Anche nei Paesi Bassi, le autorità di controllo ordinano la sospensione provvisoria
dell'attività di 275 allevamenti che hanno acquistato mangimi sospetti.

#### Addensanti in yogurt e altri alimenti: Svizzera e Unione Europea - 2007
Un ingente quantitativo commercializzato dell'addensante alimentare Gomma di guar (guar gum) è stato all'origine di un iniziale blocco della distribuzione di yogurt, avvenuta ad agosto 2007 a cura della Danone rumena, e a seguito di controlli effettuati intorno al 12 luglio dalla commissione europea per la sicurezza alimentare. Successivamente, risalendo nella catena produttiva si è passati dal produttore svizzero dell'addensante (Unipektin, branded Vidocrem), che era commercialmente quasi monopolista per l'Europa, e in un secondo momento per il fornitore di materia prima, di origine prevalentemente indiana (India Glycols Limited company). L'addensante veniva usato per una vastissima tipologia di alimenti, gelati industriali, dolci confezionati, surgelati, ketchup, maionese, alcune carni, e soprattutto, in quantità elevate negli alimenti dietetici: per diabetici, senza glutine, dimagranti. S'è stabilito che la contaminazione copriva un periodo di circa due anni, i livelli di contaminazione raggiungevano i 156 pg di diossina/g di prodotto contro i 6 pg tollerati. Si sono rilevati congiuntamente alti livelli di pentaclorofenolo e di furani.

#### Italia - Campania 2007
A conseguenza dell'Emergenza rifiuti in Campania e della cronica cattiva gestione dei rifiuti sia urbani che industriali sono state rilevate alte dosi di Diossine e Policlorobifenili sia nei terreni che nell'uomo e negli animali.
La principale fonte di inquinamento è dovuta alle attività di recupero del rame nei cavi elettrici che avviene tramite combustione dei cavi e delle loro guaine in pvc, dalla combustione dei rifiuti e degli imballaggi in aree urbane e dallo smaltimento irregolare di fanghi industriali sui terreni per uso agricolo.

#### Irlanda 2008
Sono 25 i Paesi coinvolti nell'allarme diossina proveniente dalle carni suine e bovine, ma non solo, in primo accertamento di origine irlandese. All'origine della contaminazione sembrano esserci mangimi, di origine da definire (fonti ministeriali italiane parlano di mangimi extraeuropei), contaminati. Tra le diverse ipotesi al vaglio si esaminano il processo di asciugatura degli stessi mangimi con l'uso di oli combustibili industriali, e l'asciugatura a caldo di residui di pane alimentare umano ancora avvolto negli originali sacchetti di plastica. I mangimi erano usati in nove diversi allevamenti dell'Irlanda del Nord da cui venivano parecchi esemplari macellati dopo il 1º settembre 2008 e nei quali è stata rilevata una presenza di diossina da 80 a 200 volte superiore ai livelli massimi consentiti dalle normative dell'Unione europea.

#### Germania 2011
Le autorità sanitarie di otto Länder della Germania settentrionale sono state avvisate della contaminazione da diossina dal 28 dicembre 2010 in quanto è stato scoperto che circa 527 tonnellate di mangime contaminato da diossina, prodotto dalla società Harles & Jentzsch, erano state distribuite in almeno mille allevamenti di polli e maiali. La magistratura tedesca aveva poi aperto un'inchiesta e ha individuato le aziende che hanno utilizzato i prodotti della Harles & Jentzsch addizionati in modo fraudolento con residui di olio biodiesel per aumentare il tasso di proteine. Secondo il ministro della Sanità tedesco «la percentuale di diossina contenuta nelle uova è 3-4 volte superiore alla soglia consentita ma non pericolosa per la vita umana» e inoltre «il livello di contaminazione è relativamente basso». Tuttavia nei giorni successivi ai primi ritrovamenti, nel gennaio 2011, si scopre che la contaminazione si è in realtà estesa ai polli e anche ai suini, espandendosi dalla Germania anche ad altri paesi verso i quali sono state esportate le merci contaminate.

## Tabelle
| 1: Emissioni di diossine in Germania      |      |      |      |
| dati in g TU (grammi in "Toxicity Units") |      |      |      |
| Fonte                                     | 1990 | 1994 | 2000 |
| Estrazione e lavorazione metalli          | 740  | 220  | 40   |
| Incenerimento rifiuti                     | 400  | 32   | 0,5  |
| Generazione energia                       | 5    | 3    | 3    |
| Inceneritori industriali                  | 20   | 15   | <10  |
| Combustioni domestiche                    | 20   | 15   | <10  |
| Traffico                                  | 10   | 4    | 1    |
| Cremazioni                                | 4    | 2    | <2   |
| Totale                                    | 1200 | 330  | <70  |

| 2: Emissioni di diossine negli USA (dati 2000) |      |
| Fonte                                          | %    |
| Incenerimento domestico                        | 35,1 |
| Incenerimento rifiuti ospedalieri              | 26,6 |
| Motori diesel pesanti (camion, navi, treni)    | 6,9  |
| Incenerimento fanghi di depurazione            | 6,3  |
| Incenerimento rifiuti urbani                   | 5,9  |

| 3: Emissioni di diossine nel terreno in UE (1994) |             |            |                             |
| Emissioni annuali in g I-TEQ                      |             |            |                             |
| Fonte                                             | Totale      | Incertezza | Tendenza probabile          |
| Produzione di fitofarmaci                         | 13000 (34%) | Alta       | {\displaystyle \downarrow } |
| Fuochi accidentali                                | 7950 (21%)  | Alta       | ?                           |
| Incenerimento RSU                                 | 7200 (19%)  | Media      | {\displaystyle \downarrow } |
| Discariche RSU                                    | 4000 (10%)  | Alta       | ?                           |
| Uso di fitofarmaci                                | 1600 (4,2%) | Alta       | {\displaystyle \downarrow } |
| Fusione secondaria piombo                         | 1200 (3,2%) | Media      | ?                           |
| Combustione domestica legna                       | 650 (1,7%)  | Alta       | ?                           |
| Fusione secondaria rame                           | 390 (1%)    | Media      | ?                           |
| Fornaci elettriche acciaierie                     | 350 (0,9%)  | Media      | ?                           |
| Fusione secondaria alluminio                      | 310 (0,8%)  | Media      | ?                           |

| 4: Fattori di emissione delle diossine di diversi cicli tecnologici (dati 2000): evoluzione nel tempo delle tecnologie (i dati per il 2005 e il 2010 sono stimati) |       |       |      |              |              |                                                                                             |
| µg TEQ / t di combustibile o prodotto |       |       |      |              |              |                                                                                             |
| Fonte di diossina | 1990  | 1995  | 2000 | 2005 (stima) | 2010 (stima) | 2001                                                                                        |
| Incenerimento di rifiuti solidi urbani | 115,0 | 100,0 | 10,0 | 2,5          | 0,5          | 3-50 (non a norma nel 1997) 0,6 (a norma) 0,007-0,18 (tecnologia migliore) 0,0147 (Silla 2) |
| Incenerimento di rifiuti solidi industriali o ospedalieri | 256,0 | 256,0 | 25,6 | 5,0          | 0,8          | –                                                                                           |
| Combustione domestica di legna non trattata | –     | –     | –    | –            | –            | 1-30                                                                                        |
| Combustione incontrollata di biomasse | –     | –     | –    | –            | –            | 5-30                                                                                        |
| Combustione incontrollata di rifiuti | –     | –     | –    | –            | –            | 60-100                                                                                      |
| Fanghi di depurazione di impianti civili | 480,0 | 480,0 | 48,0 | 4,8          | 0,6          | –                                                                                           |
| Incenerimento di rifiuti agricoli | 10,0  | 10,0  | 10,0 | 10,0         | 10,0         | –                                                                                           |
| Seconda fusione del piombo | 20,0  | 20,0  | 20,0 | 20,0         | 20,0         | 0,5-80                                                                                      |
| Seconda fusione del rame | 20,0  | 20,0  | 20,0 | 20,0         | 20,0         | –                                                                                           |
| Seconda fusione dell'alluminio | 2,0   | 2,0   | 2,0  | 2,0          | 2,0          | 1-150                                                                                       |
| Forno ad arco per l'acciaio | 5,0   | 5,0   | 5,0  | 5,0          | 5,0          | 4,5                                                                                         |
| Centrali a carbone, lignite, gasolio o petcoke | 0,1   | 0,1   | 0,1  | 0,1          | 0,1          | –                                                                                           |
| Centrali a olio combustibile | 1,0   | 1,0   | 1,0  | 1,0          | 1,0          | –                                                                                           |
| Combustione industriale di olii pesanti | 1,0   | 1,0   | 1,0  | 1,0          | 1,0          | 0,1                                                                                         |
| Combustione industriale di olii leggeri o gas | –     | –     | –    | –            | –            | 0,02                                                                                        |
| Cementifici a combustibili tradizionali (t clinker) | 0,15  | 0,15  | 0,15 | 0,15         | 0,15         | 0,15-5                                                                                      |